# 古槐街道 (平舆县)
古槐街道，是中华人民共和国河南省驻马店市平舆县下辖的一个乡镇级行政单位。

## 行政区划
古槐街道下辖以下地区：
永乐社区、南陈社区、解放街社区、城北社区、西塔寺社区、月旦坪社区、城东社区、铁塔路社区、健康路社区、城南社区、小刘社区、小徐社区、冯楼社区和钟楼社区。